# 'E rrose e tu/Sti mmane
 'E rrose e tu/Sti mmane, pubblicato nel 1960, è un singolo del cantante italiano Mario Trevi.

## Storia
Le incisioni sono delle cover di brani presentati quell'anno al Festival di Napoli 1960 da Nunzio Gallo e Claudio Villa ('E rrose e tu) e ancora da Nunzio Gallo e Flo Sandon's (Sti mmane).

## Tracce
Lato A
- 'E rrose e tu (Furio Rendine-Gigi Pisano)

Lato B
- Sti mmane (Antonio Vian-Pugliese)

## Incisioni
Il singolo fu inciso su 45 giri, con marchio Durium- serie Royal (QCN 1109).
Direzione arrangiamenti: M° Beppe Mojetta.